# 카자흐스탄 대통령
카자흐스탄 공화국 대통령(카자흐어: Қазақстан Республикасының Президенті, 러시아어: Президент Республики Казахстан)은 카자흐스탄의 국가원수이자 카자흐스탄군의 최고사령관이다.
주요 권한은 외교, 국방, 내정을 총괄하는 최고 통수권자이며 정당의 정치 활동을 중지시키는 권한이 있다. 카자흐스탄의 상원과 하원의 동의를 받아 카자흐스탄의 총리를 비롯한 내각 인사와 카자흐스탄 중앙은행 총재를 임명하며 상원의 동의 하에 카자흐스탄 공화국 검찰총장, 카자흐스탄 공화국 국가보안위원회 위원장 임명권과 국가 위기상황에는 계엄 및 선전 포고권을 가지고 있다.

## 대통령 목록
| 대 | 사진             | 이름                                                    | 임기                   | 임기                             | 선거                          | 정당                                          |
| 대 | 사진             | 이름                                                    | 취임일                 | 퇴임일                           | 선거                          | 정당                                          |
| -- | ---------------- | ------------------------------------------------------- | ---------------------- | -------------------------------- | ----------------------------- | --------------------------------------------- |
| -  |                  | 누르술탄 나자르바예프 (1940.7.6~ ) Нұрсұлтан Назарбаев  | 1990년 4월 24일        | 1991년 12월 16일                 |                               | 카자흐스탄 공산당 ↓ 무소속 ↓ 오탄 ↓ 누르 오탄 |
| 1  | 1991년 12월 16일 | 누르술탄 나자르바예프 (1940.7.6~ ) Нұрсұлтан Назарбаев  | 1999년 1월 20일        | 1991년 대선 - 98.80% 8,681,276표 |                               | 카자흐스탄 공산당 ↓ 무소속 ↓ 오탄 ↓ 누르 오탄 |
| 1  | 1999년 1월 20일  | 누르술탄 나자르바예프 (1940.7.6~ ) Нұрсұлтан Назарбаев  | 2006년 1월 11일        | 1999년 대선 - 81.00% 5,846,817표 |                               | 카자흐스탄 공산당 ↓ 무소속 ↓ 오탄 ↓ 누르 오탄 |
| 1  | 2006년 1월 11일  | 누르술탄 나자르바예프 (1940.7.6~ ) Нұрсұлтан Назарбаев  | 2011년 4월 8일         | 2005년 대선 - 91.15% 6,147,517표 |                               | 카자흐스탄 공산당 ↓ 무소속 ↓ 오탄 ↓ 누르 오탄 |
| 1  | 2011년 4월 8일   | 누르술탄 나자르바예프 (1940.7.6~ ) Нұрсұлтан Назарбаев  | 2015년 4월 29일        | 2011년 대선 - 95.55% 7,850,958표 |                               | 카자흐스탄 공산당 ↓ 무소속 ↓ 오탄 ↓ 누르 오탄 |
| 1  | 2015년 4월 29일  | 누르술탄 나자르바예프 (1940.7.6~ ) Нұрсұлтан Назарбаев  | 2019년 3월 20일 (사임) | 2015년 대선 - 97.75% 8,833,250표 |                               | 카자흐스탄 공산당 ↓ 무소속 ↓ 오탄 ↓ 누르 오탄 |
| 2  |                  | 카심조마르트 토카예프 (1953.5.17~ ) Қасым-Жомарт Тоқаев |                        |                                  |                               |                                               |
| 2  | 2019년 3월 20일  | 카심조마르트 토카예프 (1953.5.17~ ) Қасым-Жомарт Тоқаев | 2019년 6월 12일        | 대통령 승계 (상원의장)           | 누르 오탄 ↓ 아마나트 ↓ 무소속 |                                               |
| 2  | 2019년 6월 12일  | 카심조마르트 토카예프 (1953.5.17~ ) Қасым-Жомарт Тоқаев | 2022년 11월 26일       | 2019년 대선 - 70.96% 6,539,715표 | 누르 오탄 ↓ 아마나트 ↓ 무소속 |                                               |
| 2  | 2022년 11월 26일 | 카심조마르트 토카예프 (1953.5.17~ ) Қасым-Жомарт Тоқаев |                        | 2022년 대선 - 81.31% 6,456,392표 | 누르 오탄 ↓ 아마나트 ↓ 무소속 |                                               |

## 같이 보기
- 카자흐스탄의 정치
- 카자흐스탄의 총리
- 카자흐스탄의 부통령